# Zakole Wawerskie
Zakole Wawerskie – rozległy podmokły teren znajdujący się w warszawskiej dzielnicy Wawer. Położony jest na południe od zbiegu Trasy Siekierkowskiej oraz ulic Ostrobramskiej, Płowieckiej i Traktu Lubelskiego, następnie ciągnie się w kierunku południowo-wschodnim wzdłuż Kanału Zerzeńskiego aż po Wólkę Zerzeńską. Na jego dawnym obszarze wybudowana jest również część Osiedla Gocław.
Zakole położone jest na tarasie zalewowym Wisły. Powstało ono w wyniku wymycia przez wody powodziowe, jego łuk dochodzi do 1 km od rzeki. Obejmuje zarośnięte głównie przez ols starorzecze Wisły oraz otwarte tereny podmokłe i uprawne. Według niektórych opinii liczba gatunków lęgowych ptaków jest tutaj największa w skali miasta. Obszar charakteryzuje się również znacznym bogactwem fitosocjologicznym oraz florystycznym.
Najcenniejsza przyrodniczo, północna część terenu jest chroniona w formie zespołu przyrodniczo-krajobrazowego „Zakole Wawerskie”.

## Nazewnictwo

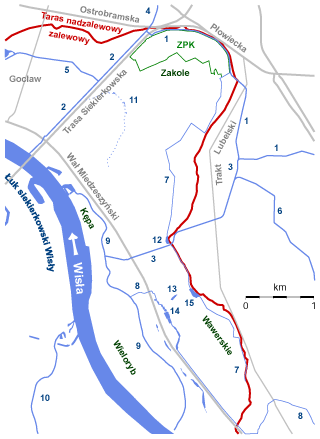
Zakole Wawerskie położone jest poniżej skarpy tarasu nadzalewowego Wisły. Dodatkowe oznaczenia:
ZPK – Zespół Przyrodniczo-Krajobrazowy, 1 – Kanał Wawerski, 2 – Kanał Nowa Ulga, 7 – Kanał Zerzeński. Pozostałe na stronie grafiki.

Termin „Zakole Wawerskie” może być rozumiany jako:
- Obszar podmokłych obniżeń położony na południe od zbiegu Trasy Siekierkowskiej oraz ulic Ostrobramskiej, Płowieckiej i Trakt Lubelski i ciągnący się dalej w kierunku południowo-wschodnim wzdłuż Kanału Zerzeńskiego aż po Wólkę Zerzeńską[2].
- Ślady dokumentujące istnienie łuku dawnego holoceńskiego zakola Wisły[3], sięgającego zbiegu tych ulic oraz części obszaru obecnego Osiedla Gocław[4][5], czyli w większej części położonego na wyżej wymienionym terenie.
 Zobacz więcej w sekcji Geomorfologia i warunki hydrologiczne
- Zespół przyrodniczo – krajobrazowy „Zakole Wawerskie” znajdujący się w północnej części tego obszaru, to znaczy u zbiegu wyżej wymienionych ulic[11][12][13][1].
 Zobacz więcej w sekcji Zespół przyrodniczo – krajobrazowy „Zakole Wawerskie”

Wszystkie te tereny położone są na tarasie zalewowym Wisły.
Las w rejonie Zakola znany jest jako Olszynka Wawerska, natomiast współczesny łuk Wisły o promieniu około 3 km o wypukłym brzegu skierowanym w kierunku Zakola jako Łuk Siekierkowski Wisły.
Tereny otwarte w rejonie Zakola aż do zabudowy osiedla Las na południu są znane wśród okolicznych mieszkańców jako Łąki Zastowskie.

## Geomorfologia i warunki hydrologiczne

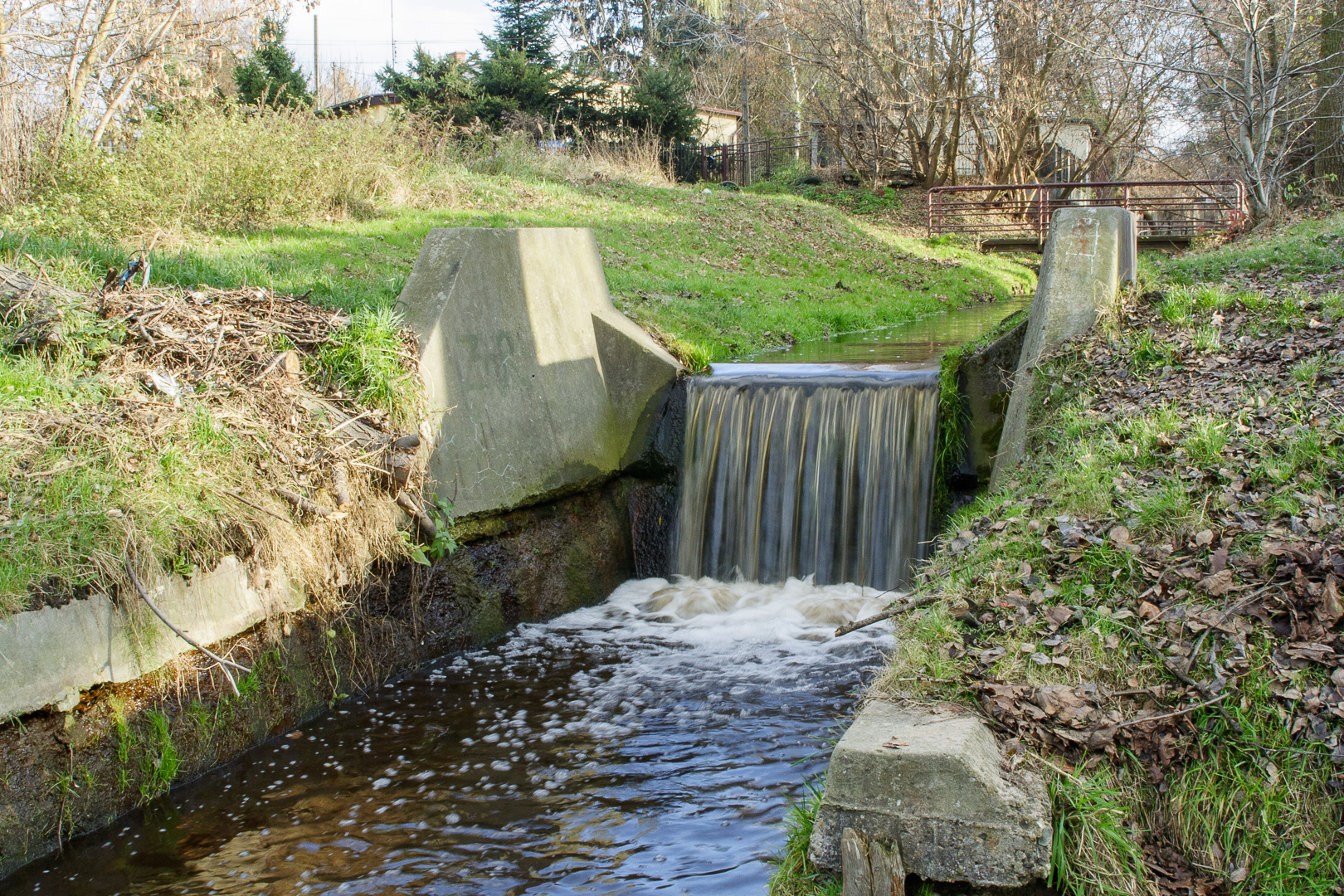
Kanał Wawerski – kaskada k/ul. Leśniczówka. Kanał pokonuje tutaj część różnicy wysokości pomiędzy tarasem nadzalewowym (Praskim, IIa) a zalewowym.

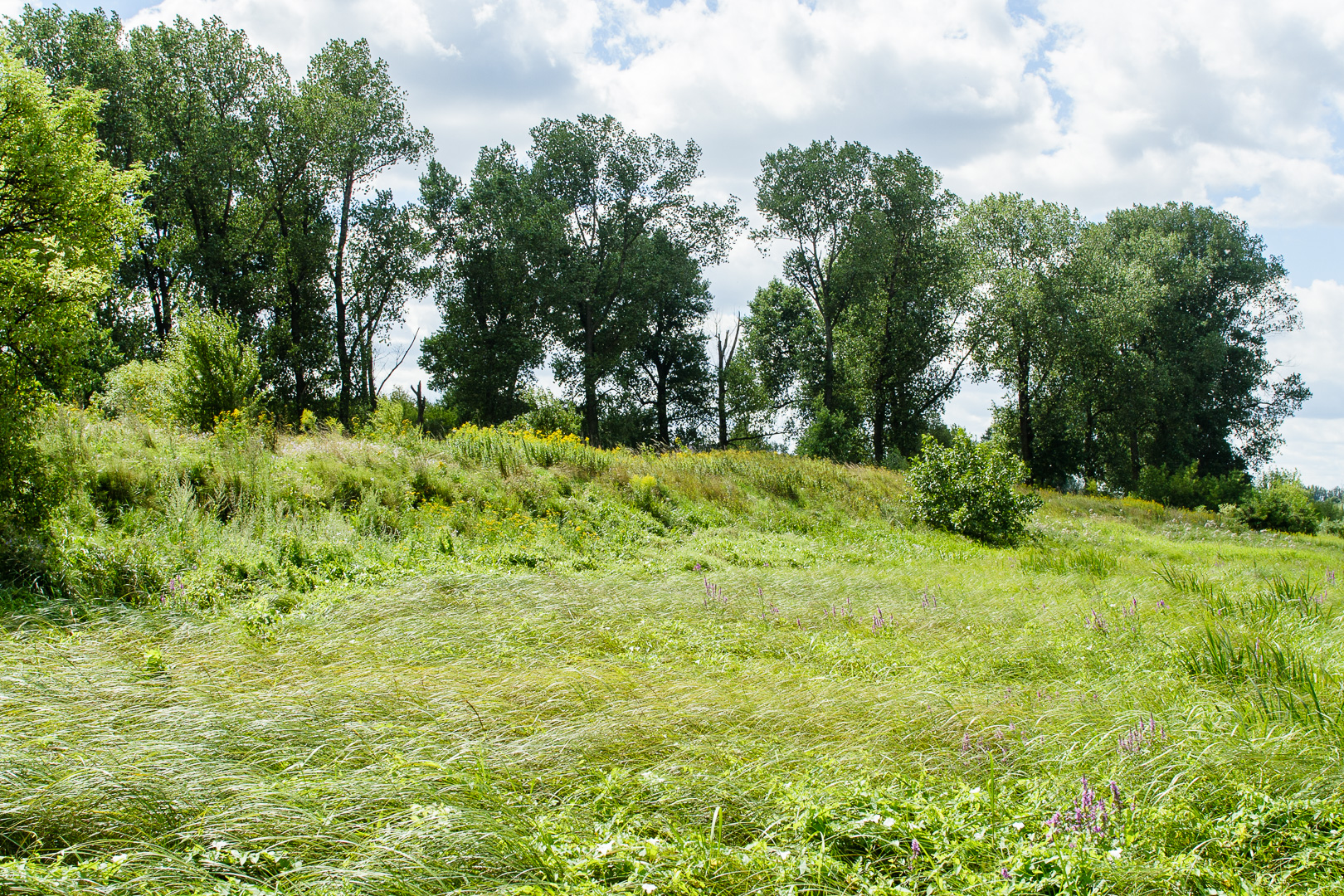
Skarpa tarasu nadzalewowego, z prawej strony taras zalewowy Wisły.

Zakole Wawerskie jest położone w dolinie zalewowej Wisły, czyli na tarasie zalewowym, w najszerszym jego miejscu w Warszawie. Szerokość tarasu dochodzi tutaj do około 7 km. Zasadniczą część zakola stanowi ogromny łuk zakolowy starorzecza Wisły odchodzący na północy do 1 km od rzeki (0,8 km), zajmujący obniżenie pod skarpą położonego nieco wyżej tarasu nadzalewowego niższego (IIa, Praskiego). Część tarasu zalewowego na fragmencie której położone jest Zakole oznaczana jest często jako taras zalewowy wyższy (Ib).

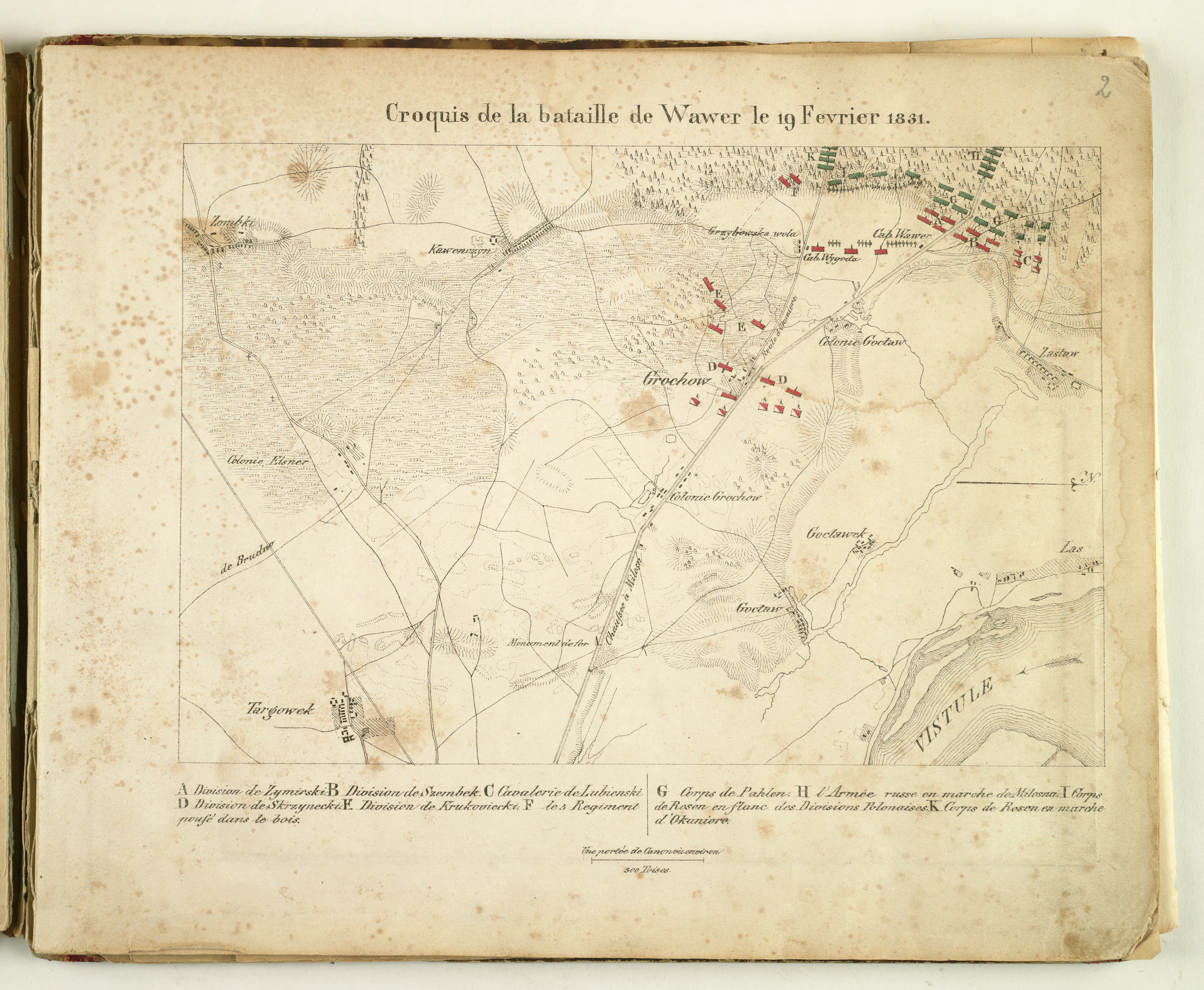
Ciągnący się od Zastowa do Gocławia ciek wodny na wydanym w 1833 roku szkicu I bitwy pod Wawrem powstania listopadowego 1831 r.

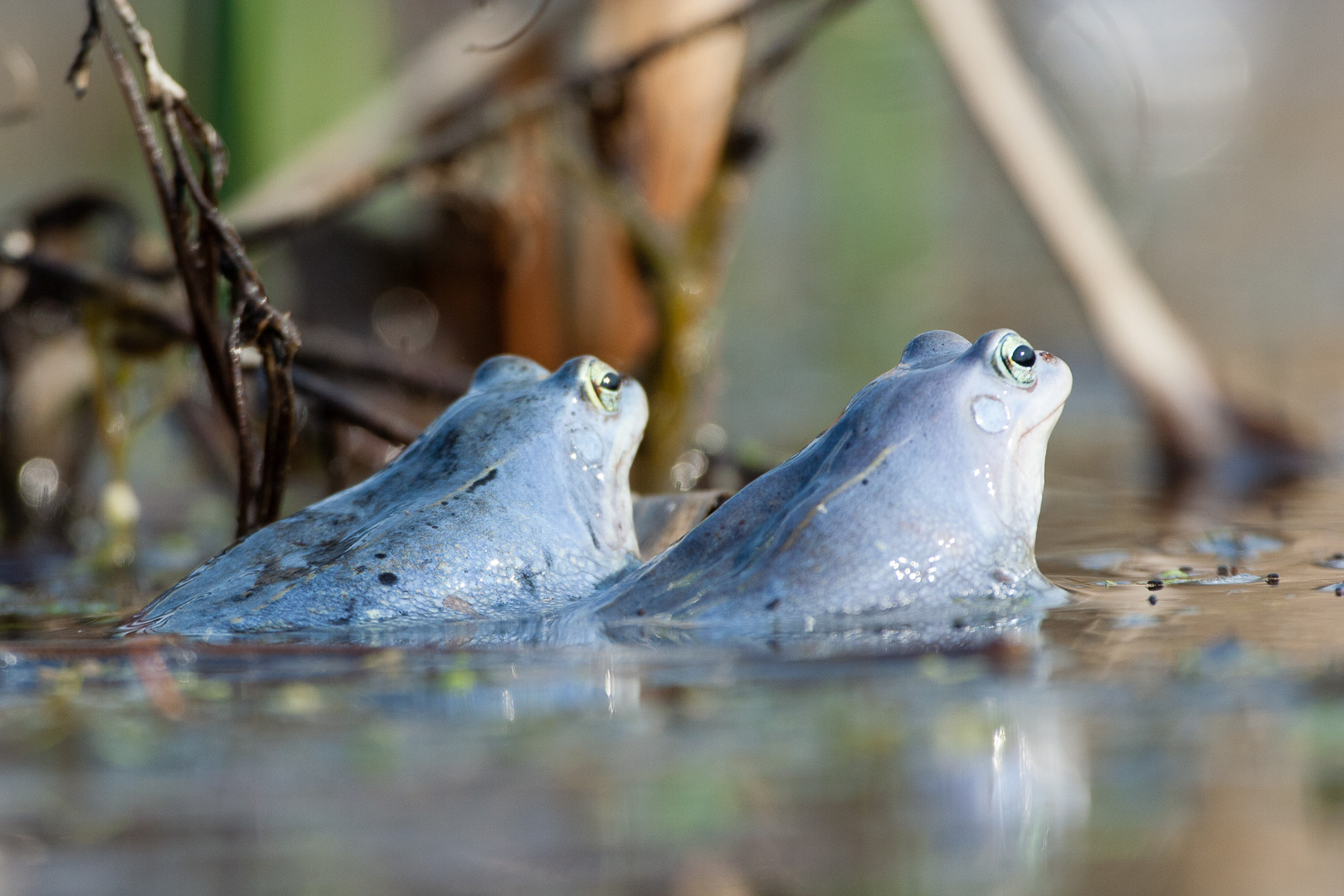
Żaby moczarowe w wiosennej szacie godowej na Zakolu Wawerskim.

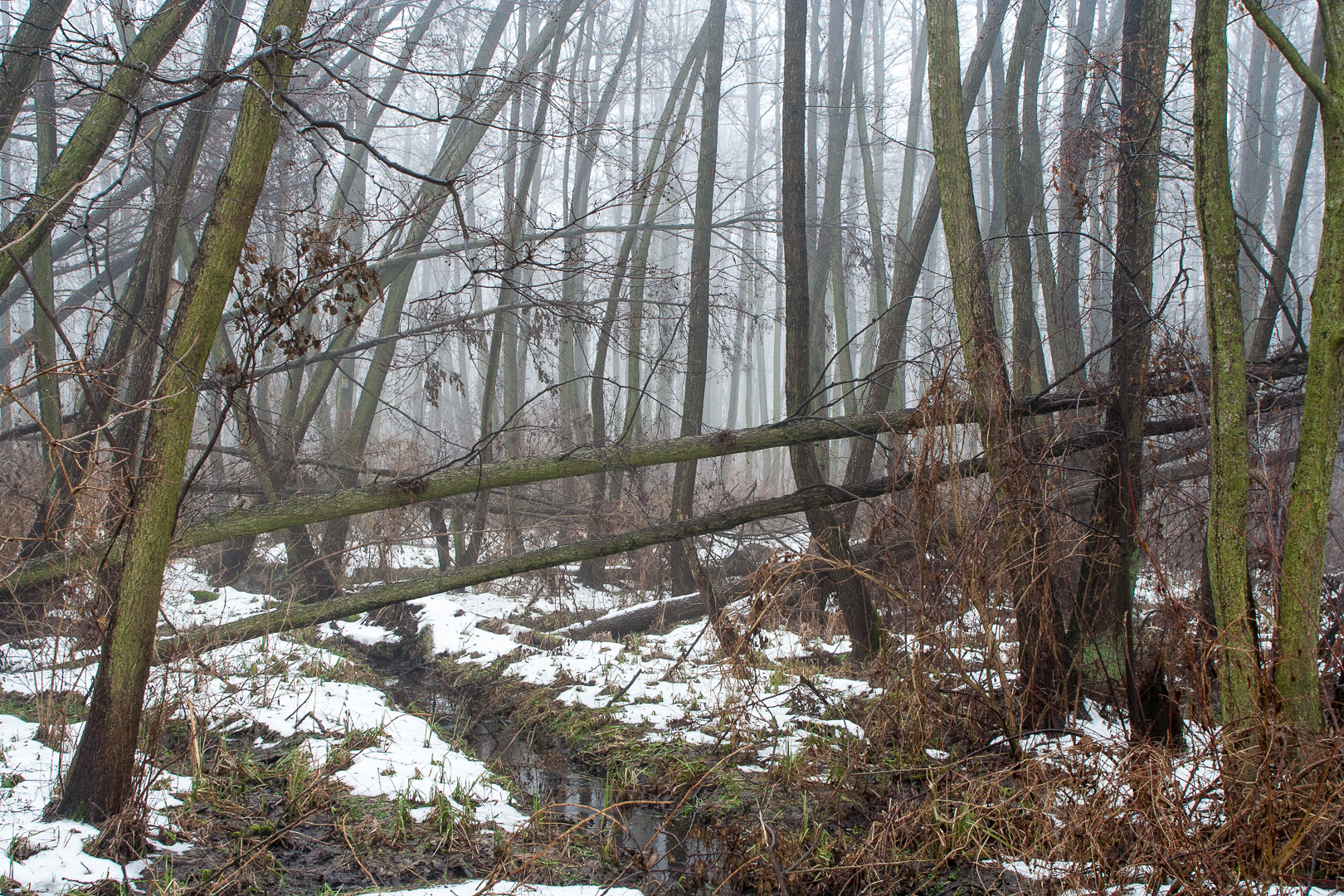
Olchy.

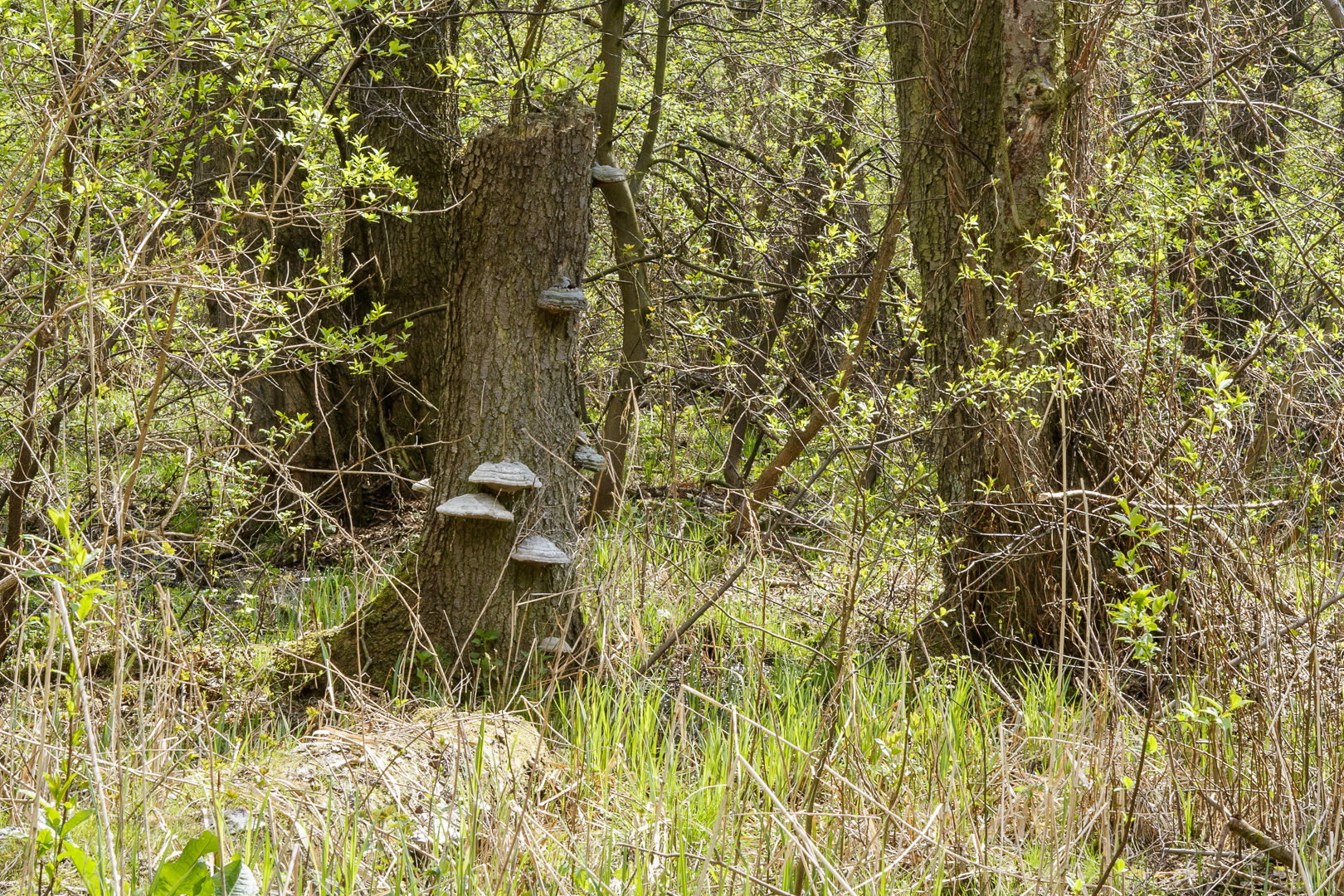
Złom.

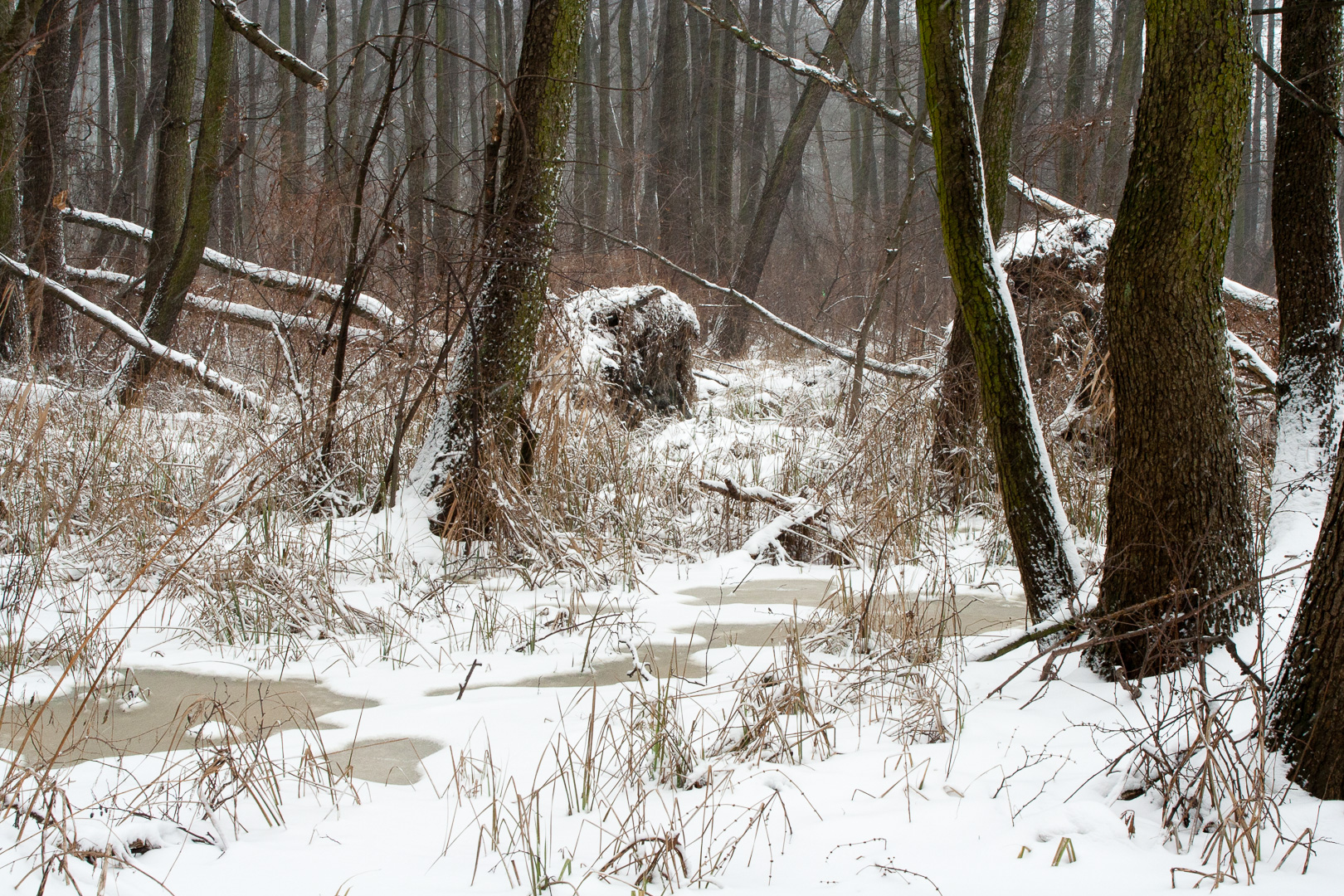
Wykroty.

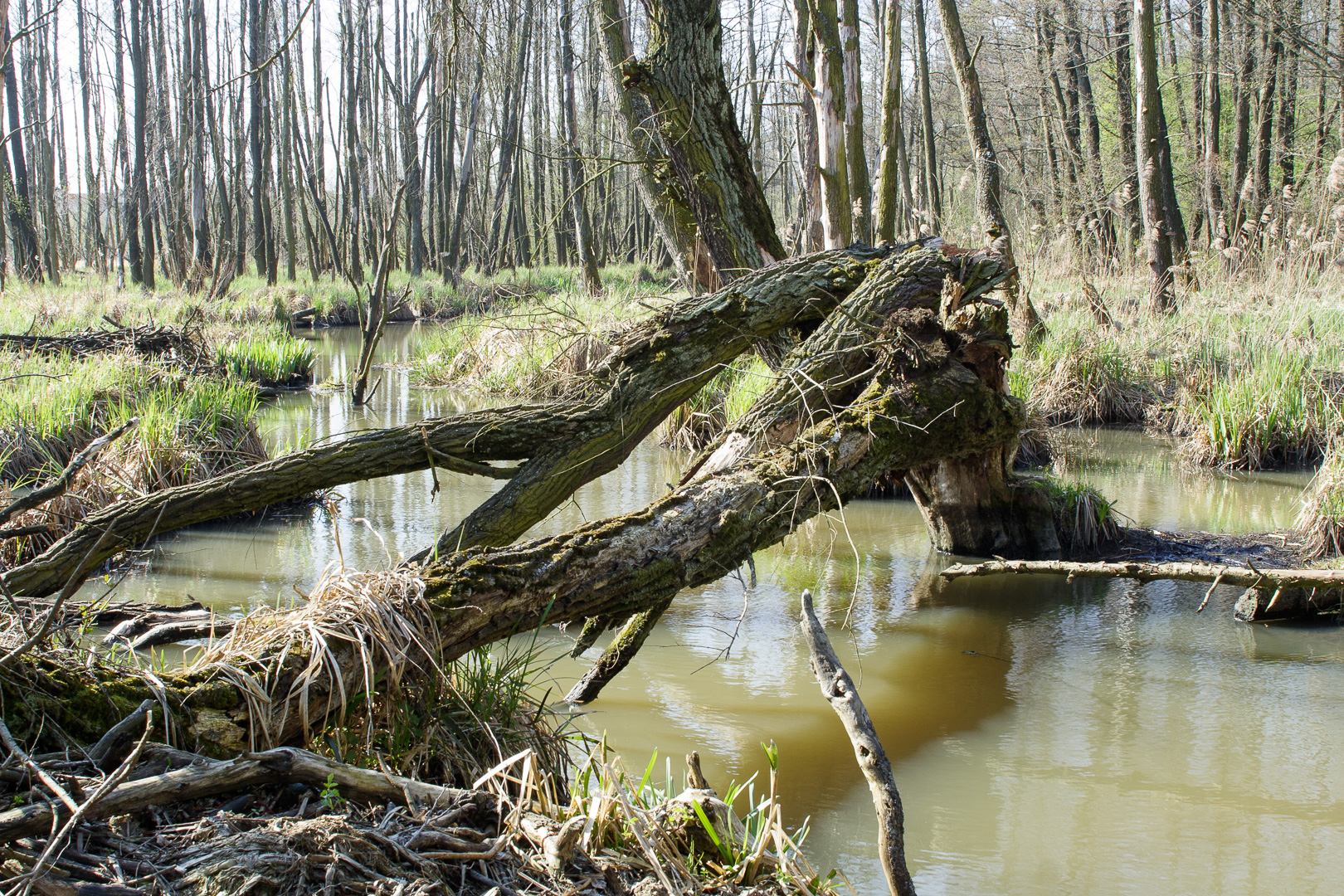
Kanał (Rów) Zerzeński

Zagłębienie zajmujące część podskarpową jest współcześnie zalądowane, podmokłe i pokryte roślinnością. Występują w nim starorzecza (łachy) Wisły, wypełnione osadami organogenicznymi (w warstwie przypowierzchniowej torfem).
Na mapie gruntów na głębokości 2 m w rejonie Zakola znajduje się największy w Warszawie obszar wypełniony osadami organicznymi, tworzący szeroki łuk ciągnący się pod tarasem nadzalewowym od wschodniego Lasa i Zbytków na północ przez Zastów do ulic Płowieckiej i Ostrobramskiej, a następnie skręcający na południowy zachód wzdłuż Trasy Siekierkowskiej i do wschodniej części osiedla Gocław. Według danych historycznych pozostałość po dawnym jeziorze (łacha Wawerska) była widoczna w XV wieku w Zastowie i Gocławiu i znana pod nazwą Czartoria (Czartoryja) za .
Największe ale wypełnione wciąż wodą starorzecza w Warszawie to (znajdujące się poza Zakolem Wawerskim) Jeziorka Kamionkowskie (prawy brzeg), Czerniakowskie i Wilanowskie (lewy brzeg).
W obniżeniu podskarpowym na Zakolu zwierciadło wód gruntowych znajduje się na głębokości 0,0-0,5 m, a okresowo powyżej powierzchni.
W rejonie Zakola Wisła tworzy łuk znany jako łuk siekierkowski Wisły. Forma ta oraz wspomniane rozszerzenie tarasu zalewowego zostały utworzone przez wody powodziowe spiętrzane powyżej przewężenia koryta wielkich wód Wisły znanego jako gorset warszawski.

### Taras zalewowy i Zakole Wawerskie na przestrzeni holocenu
Wisła wcięła się pod taras nadzalewowy niższy (IIa, Praski) tworząc taras zalewowy (wyższy, Ib) wraz z Zakolem Wawerskim na początku holocenu. Najstarszym tarasem zalewowym na obszarze dzisiejszego tarasu zalewowego był taras wawerski. Od uformowania aż wybudowania wałów przeciwpowodziowych obszar tarasu był zalewany wodami powodziowymi, erodowany i nadbudowywany osadami powodziowymi oraz odsypami korytowymi. W kolejnych cyklach ewolucyjnych Wisły w obrębie tarasu wawerskiego pojawiały się w Warszawie młodsze tarasy holoceńskie. Osady tarasu wawerskiego nie przetrwały do dzisiaj, spośród kolejnych pod osadami współczesnego tarasu zalewowego zachowały się ostańce erozyjne tylko dwóch tarasów kopalnych (subkopalnych). Wśród holoceńskich tarasów zalewowych wymienia się:
- Taras wawerski

Został uformowany przez Wisłę prawdopodobnie około 10000 lat temu na początku okresu polodowcowego (postglacjalnego), czyli holocenu, na początku okresu preborealnego. Wisła formując go tworzyła zakola (menadry) o promieniu około 0,8 km. Na prawym brzegu Wisły to dawne wyerodowane pod tarasem nadzalewowym koryto rzeki współcześnie jest widoczne jako Zakole Wawerskie.
- Subkopalny taras Kiełpiński (Ic)

Pochodzi z okresu atlantyckiego. Na Zakolu Wawerskim nie znaleziono jego ostańców. Według starszych źródeł Zakole miało być pozostałościami koryta Wisły właśnie z tego okresu, a nie z czasów wczesnoholoceńskiego tarasu wawerskiego.
- Subkopalny taras Czerski (Ib)

Pochodzi z okresu subatlantyckiego. W jego osadach znajduje się wiele stanowisk archeologicznych z okresu od VII w. p.n.e. do połowy XIV w., niektórymi z Lasa w rejonie Zakola.
Pozostałością koryta Wisły z tego okresu jest na przykład zakole z Łachą Koło (Łacha Las) w okolicy ulicy Poprawnej w osiedlu Las. Długość promienia tego zakola wynosi około 0,5 km, łacha obecnie prawie wyschnięta, jest zaznaczona na mapie Warszawy Perthesa z 1779 roku.
- Taras współczesny (Ia)

Ostnieje od połowy od poł. XIV w. Znajduje się najwyżej. Osady wylewów powodziowych w strefie łęgowej (łakowej) tego tarasu przyśpieszyły zalądowanie wcześniejszych holoceńskich tarasów wawerskiego i Czerskiego – łach Zakola Wawerskiego i Łachy Las położonej w jego rejonie.
W rejonie Zakola Wawerskiego Łacha Kuligowska znajduje się na granicy zasięgu strefy korytowej tego tarasu.
Należy tutaj zwrócić uwagę na przypadkową zbieżność oznaczeń tarasu zalewowego niższego i wyższego (Ia i Ib) oraz współczesnego i Czerskiego (również Ia i Ib).

### Kanały, rowy i zbiorniki wodne
Północno-wschodnią i północną krawędzią Zakola płynie Kanał Wawerski, zachodnią będący jego przedłużeniem Kanał Nowa Ulga. W miejscu połączenia tych kanałów uchodzi również Kanał Kawęczyński. Punkt ten oraz cały Kanał Nowa Ulga od jakiegoś czasu znalazły się tuż po drugiej stronie nowo wybudowanej Trasy Siekierkowskiej.
Według części źródeł znajdujący się na Zakolu odcinek Kanału Wawerskiego to część początkowego odcinka Kanału Nowa Ulga.
Wschodnią wąską część Zakola w rejonie Zbytków przecina Kanał Nowe Ujście.
W pobliżu południowo-wschodniej i wschodniej krawędzi Zakola biegnie przepływający syfonem pod Kanałem Nowe Ujście i przez Jezioro Żabie Kanał (Rów) Zerzeński. Uchodzi on do Kanału Wawerskiego. Z jeziorka tego wypływa również w kierunku północnym rów nazywany czasem w literaturze „Rowem (Kanałem) Żabim", znajdujący się bliżej skarpy tarasu nadzalewowego+.
Oprócz wspomnianego głównego łuku zakola zachowały się starorzecza Wisły w postaci zespołów oczek wodnych (małych stawów). Najlepiej położone w południowo-wschodniej części – Łacha Kuligowska i Łacha Zbytki w rejonie Kuligowa i Zbytków oraz zespół stawów w pobliżu przecięcia Rowu Zerzeńskiego z Kanałem Nowe Ujście przy ul. Wodniaków. W zachodniej części Zakola przy ulicy Poprawnej znajduje się prawie sucha Łacha Las (Łacha Koło), wspomniana już w sekcji "Taras Czerski (Ib)". Największymi chociaż niewielkimi zbiornikami są położone w południowo-wschodniej części Jezioro Sporne, jeden ze zbiorników na Łasze Zbytki oraz wymienione wcześniej Jezioro Żabie (znane też jako Moczydło).
Łacha Kuligowska znajduje się jednak nieco poza obszarem Zakola Wawerskiego w ścisłym tego słowa znaczeniu (śladów wspomnianego dawnego meandru Wisły o promieniu 1 km).

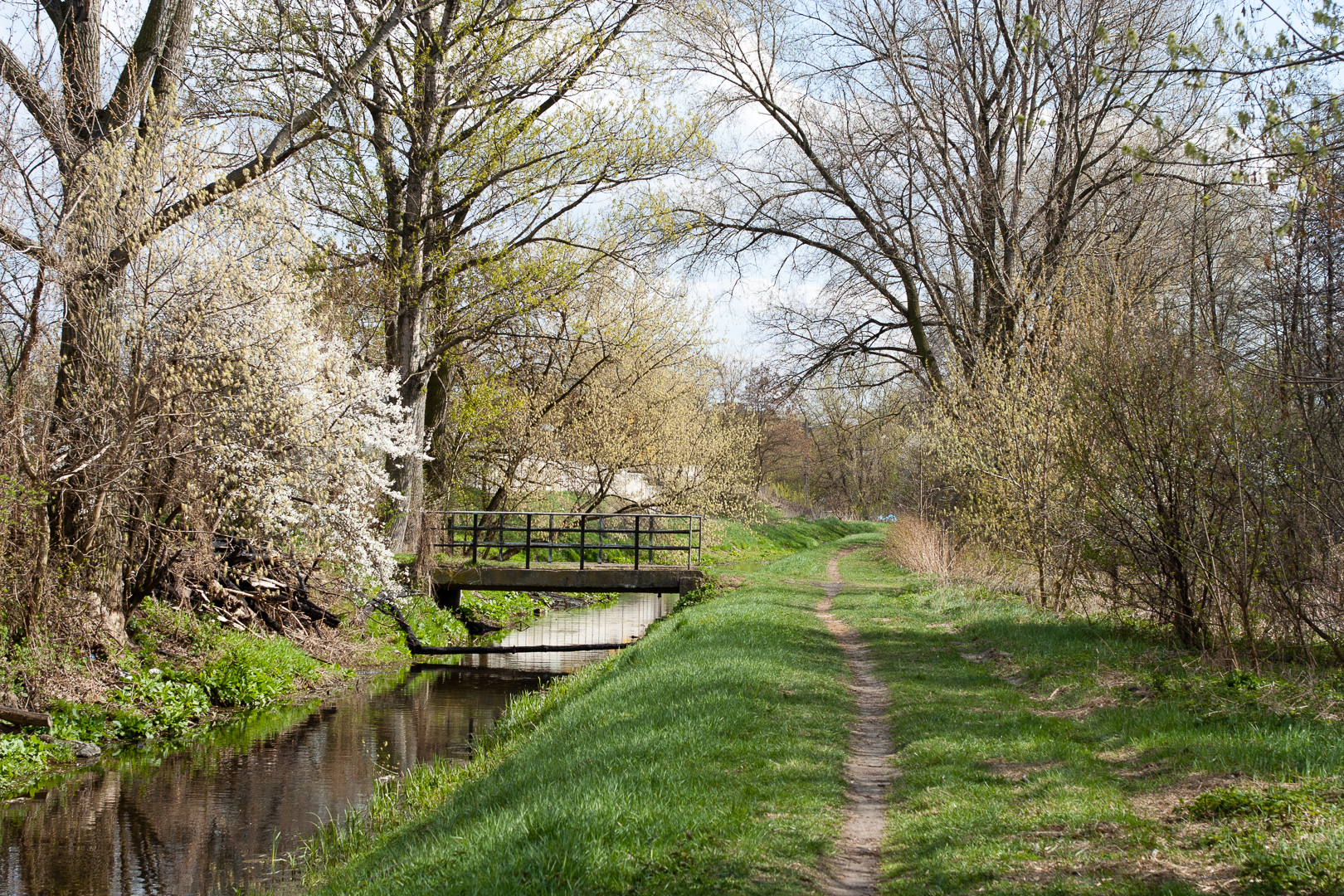
Kanał Wawerski na Zakolu.
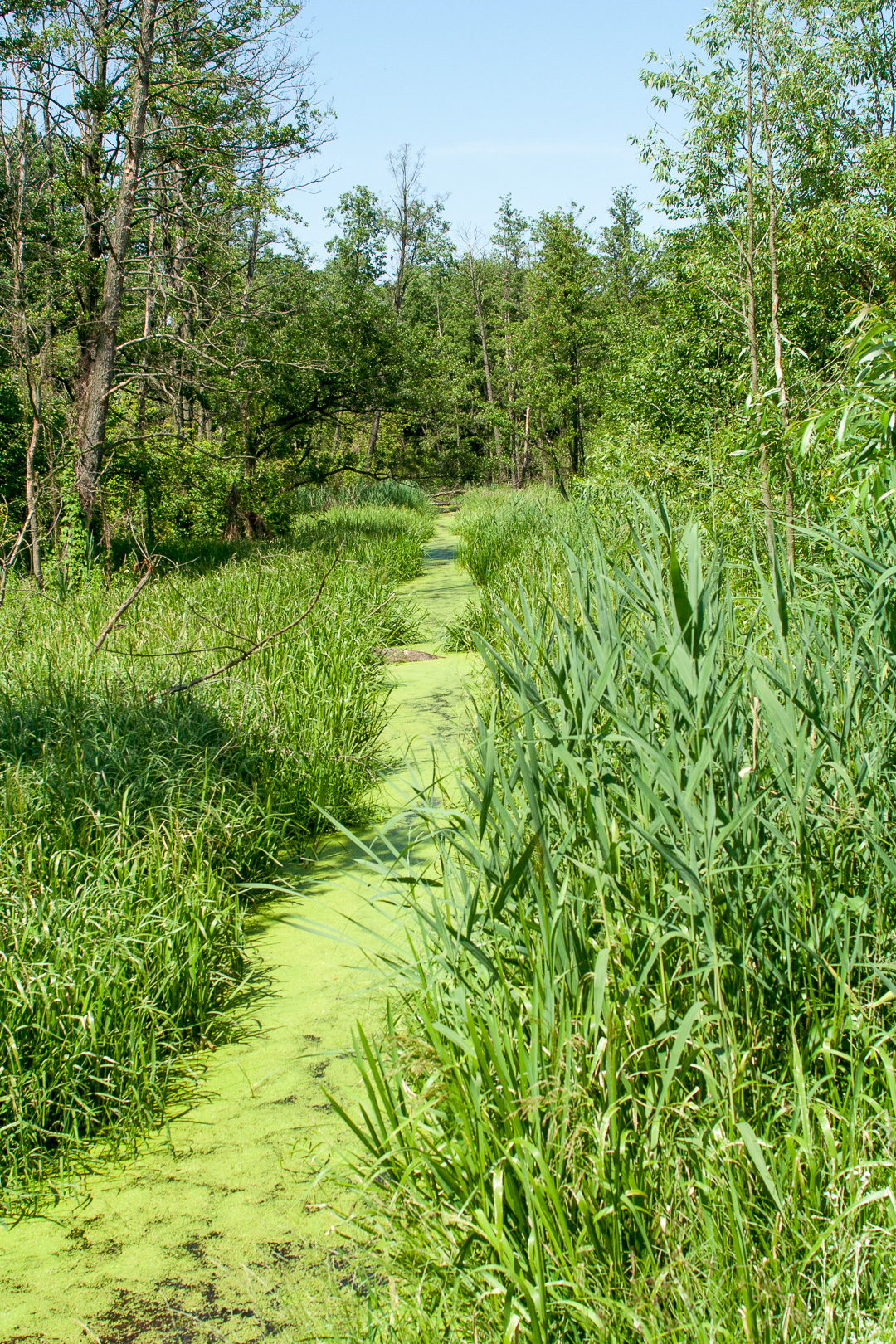
Kanał (Rów) Zerzeński na pd. od Kobryńskiej.
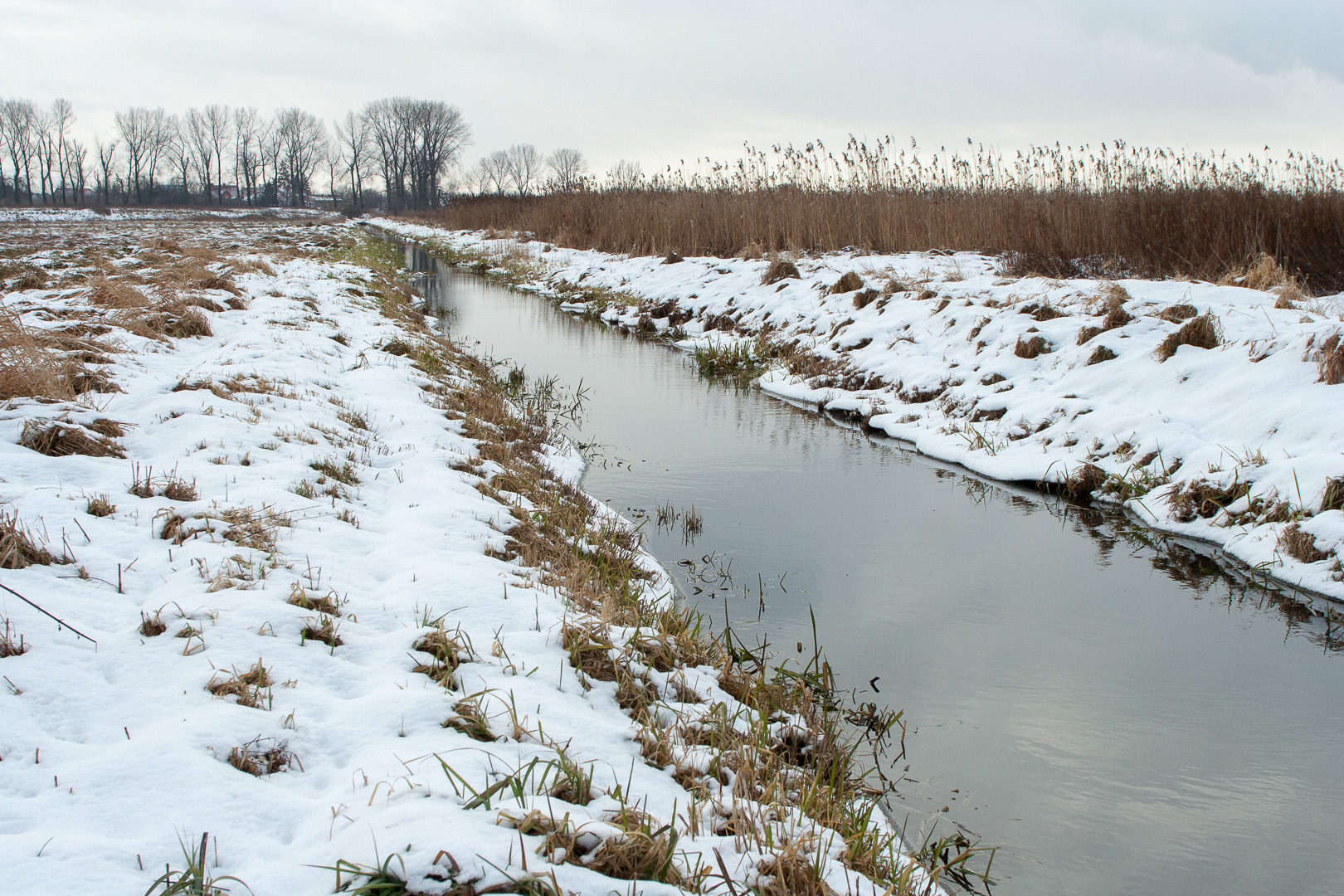
„Rów Żabi"[f][e].
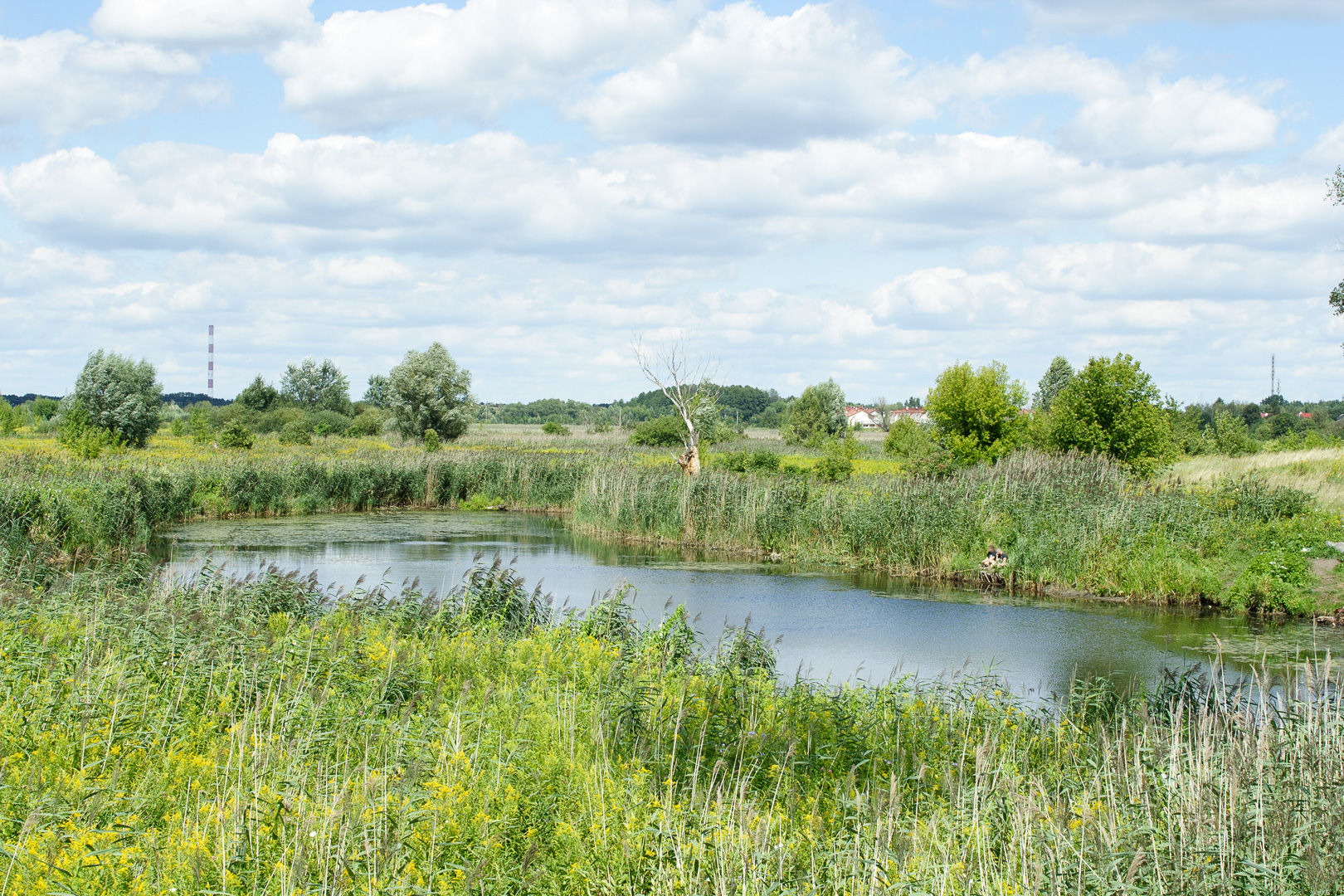
Jezioro Żabie.

### Historia
Do czasu wybudowania wału przeciwpowodziowego wraz z ulicą Wał Miedzeszyński (1905-1912, większość prac w latach 1906-1911) teren był zalewany przez wody powodziowe Wisły. I tak na przykład na terenach rolniczych lub w obrębie zabudowań pobliskiego osiedla Las miała miejsce powódź w roku 1813, stale powtarzały się duże wylewy w latach 1842-1862 (w tym dwukrotnie olbrzymie wylewy w latach 1844-1849: 1844, 1845), potem również doszło do powodzi w latach 1850, 1855, 1884, 1903, 1909. Ponadto wybudowanie wału wywołało podniesienie się poziomu wód gruntowych i utrudniło ich odpływ do Wisły, zamieniając czasem całą Nizinę Gocławską w wielkie rozlewisko. Mieszkańcy Lasa i Bluszczy musieli wtedy używać łodzi żeby dostać się do Gocławia lub Wawra. W 1909 roku w tych dwóch miejscowościach oraz Kępie i Kępie Gocławskiej spod wody wystawały tylko dachy, a całą okolicę powyżej Kamionka określano jako istne morze.
W okresie międzywojennym wybudowano uchodzący do Wisły Kanał Nowa Ulga wraz z przepompownią "Bluszcze". Przepompownia wypompowuje wodę z kanału podczas wysokich stanów Wisły. W pozostałych okresach woda spływa grawitacyjnie.
Kanał Nowe Ujście powstał po II wojnie światowej.

## Przyroda

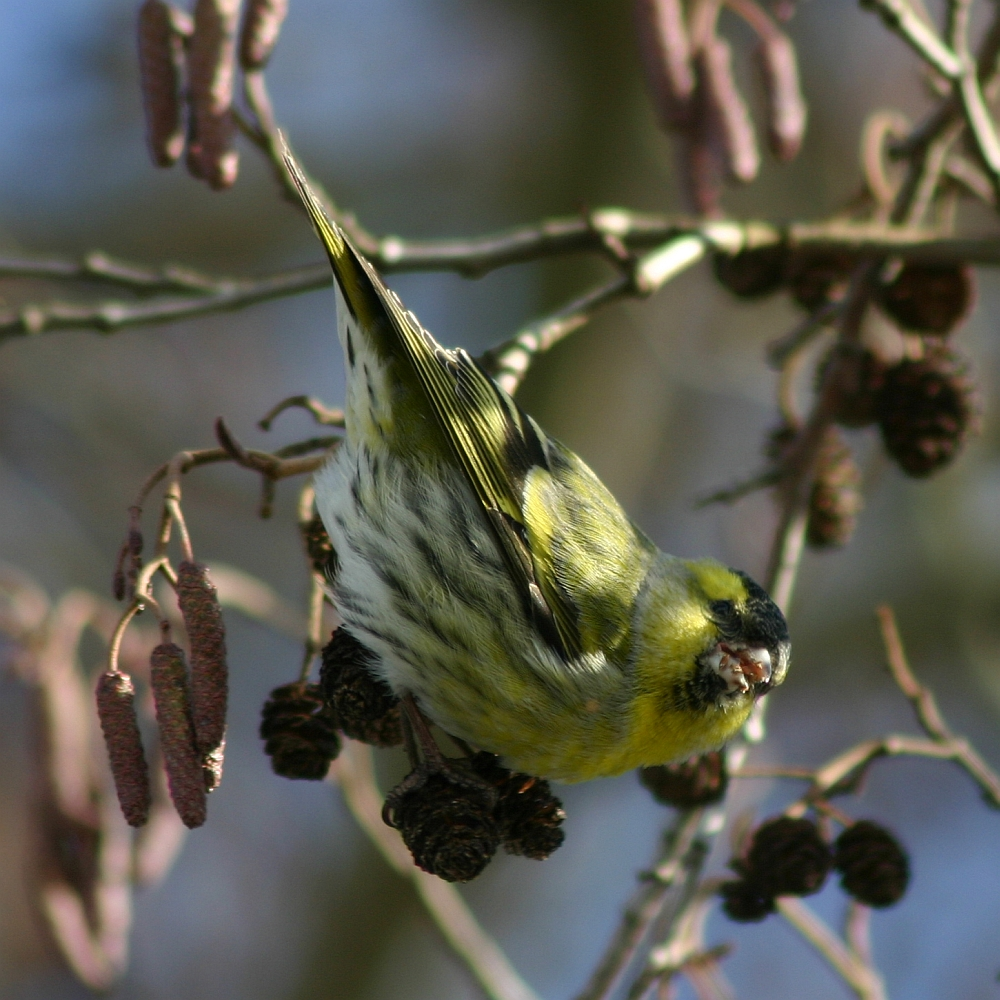
Czyż żerujący na olszy czarnej.

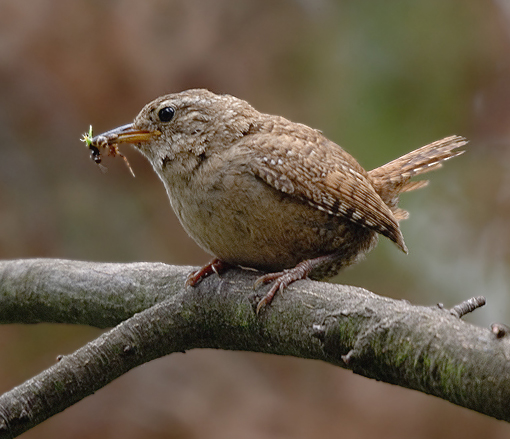
Strzyżyk

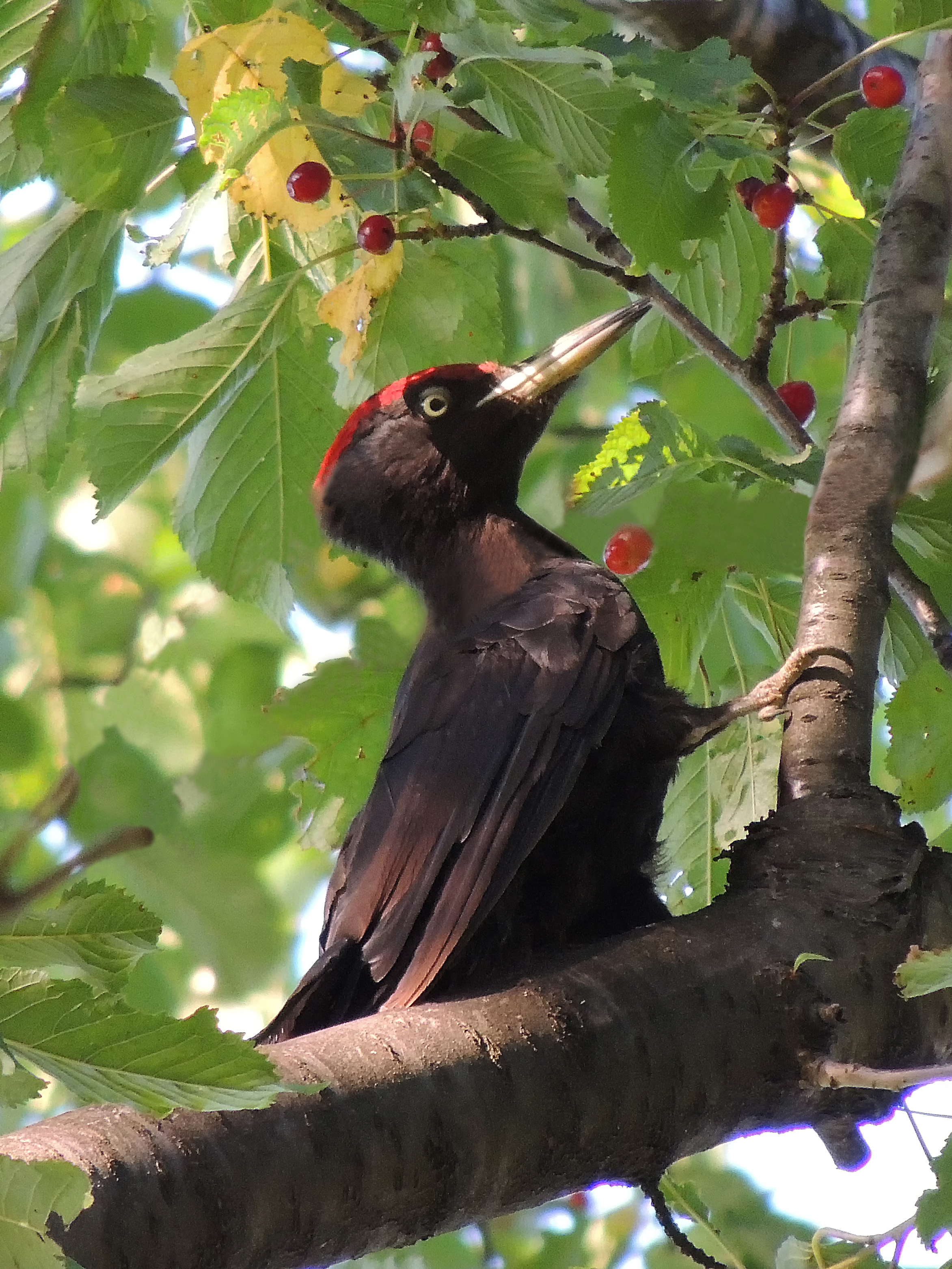
Dzięcioł czarny

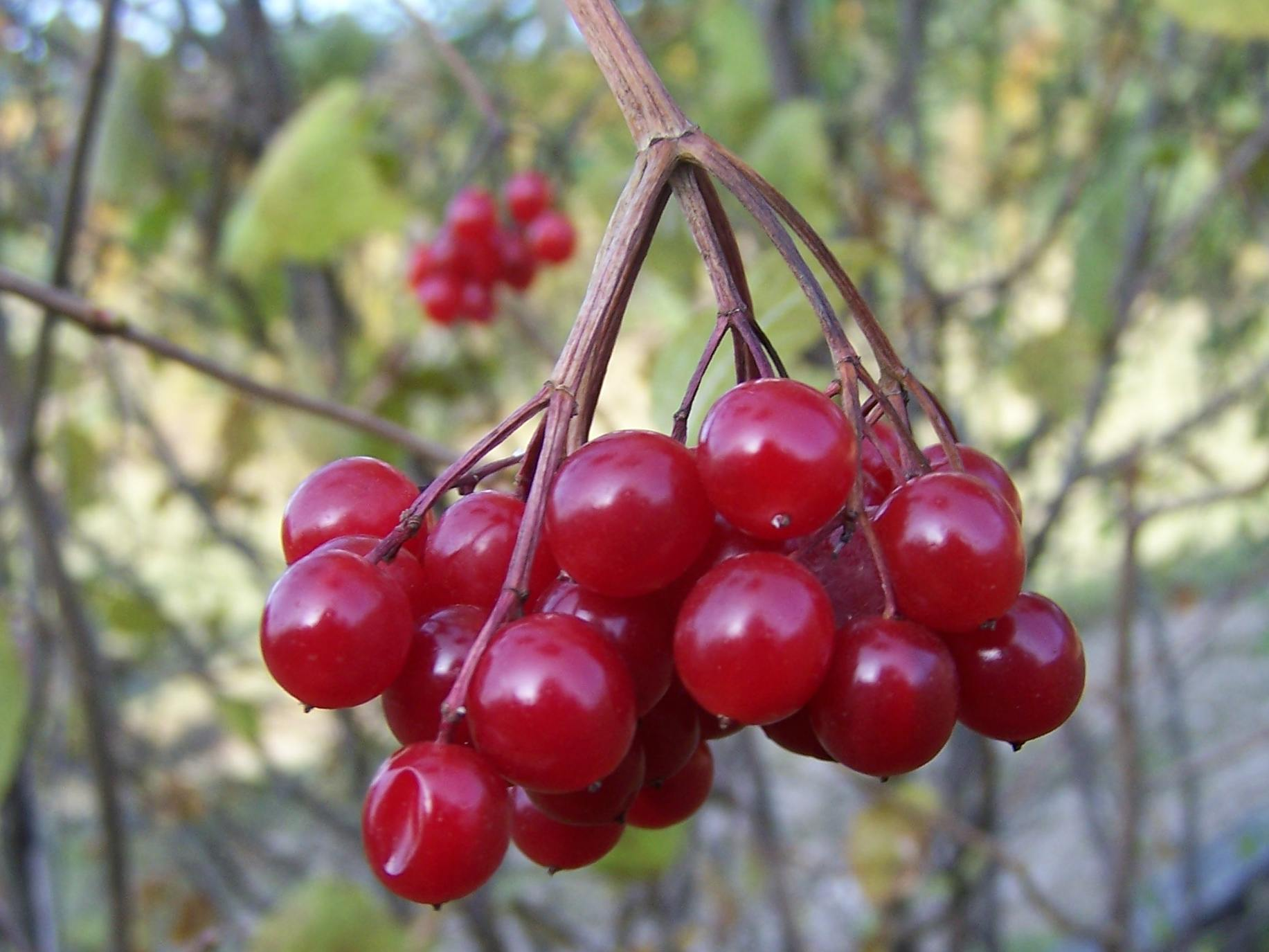
Owoce kaliny koralowej.

Zakole Wawerskie obejmuje zarośnięte głównie przez ols starorzecze Wisły oraz otwarte tereny podmokłe i uprawne.
Teren jest jedną z najważniejszych ostoi ptasich w skali miasta, a według niektórych opinii liczba gatunków lęgowych ptaków jest tutaj największa w Warszawie. Na przestrzeni wielu lat stwierdzono tu łącznie około 130 gatunków ptaków, w tym około 70 lęgowych. Zagęszczenie gatunków lęgowych należy do największych stwierdzonych w olsach i łęgach w kraju, a zróżnicowanie gatunkowe niewiele ustępujące łęgom Puszczy Białowieskiej. Na Zakolu gniazdują m.in. błotniak stawowy, derkacz, wodnik, dzięcioł czarny, trzciniak, brzęczka, świerszczak, strumieniówka, muchołówka mała, dziwonia, remiz, słowik szary, gąsiorek, w przeszłości podróżniczek. Wiele lat temu na Kanale Nowa Ulga polowały na cierniki bardzo liczne zimorodki, na terenach otwartych gnieździły się czajki i skowronki.
Wśród innych kręgowców na Zakolu występują m.in. traszka zwyczajna i grzebiuszka ziemna, zaskroniec zwyczajny (w pobliżu zbiorników "Łachy Kuligowskiej" jak i na obszarze zespołu przyrodniczo-krajobrazowego), bóbr europejski.
Zakole Wawerskie charakteryzuje się również znacznym bogactwem florystycznym oraz fitosocjologicznym.
Stwierdzono tutaj występowanie roślin objętych ochroną ścisłą takich jak storczyki kukułka szerokolistna, kukułka krwista i podkolan biały, paproć nasięźrzał pospolity, kruszczyk szerokolistny, gnidosz błotny, prawdopodobnie zawleczone przez człowieka orlik pospolity, naparstnica purpurowa i
śniedek baldaszkowaty, gatunków objętych ochroną częściową – kruszyna pospolita, kalina koralowa, porzeczka czarna, bobrek trójlistkowy, konwalia majowa, grążel żółty oraz rzadkich – dziewięciornik błotny, siedmiopalecznik błotny, rzęśl długoszyjkowa. W przeszłości były podawane z tego obszaru kosaciec syberyjski, paproć salwinia pływająca, trawa turówka wonna, storczyk listera jajowata, selernica żyłkowana.
Na obszarach leśnych w części północnej wykształcił się bagienny ols porzeczkowy (Ribeso nigri-Alnetum), czyli z udziałem olszy czarnej i czarnej porzeczki. Ponadto na Zakolu występują łęgi wierzbowo-topolowe (Salici-Populetum). Wśród roślinności wodnej i przywodnej zakola największą powierzchnię zajmują szuwary właściwe (Phragmition) i wielkoturzycowe (Magnocaricion) w północno-zachodniej i środkowej części Zakola. Oprócz tego jest tutaj roślinność trawiasta, zarośla wierzbowe, pojedyncze drzewa i zadrzewienia, roślinność synantropijna, spotykane są też zarośla łozowe.

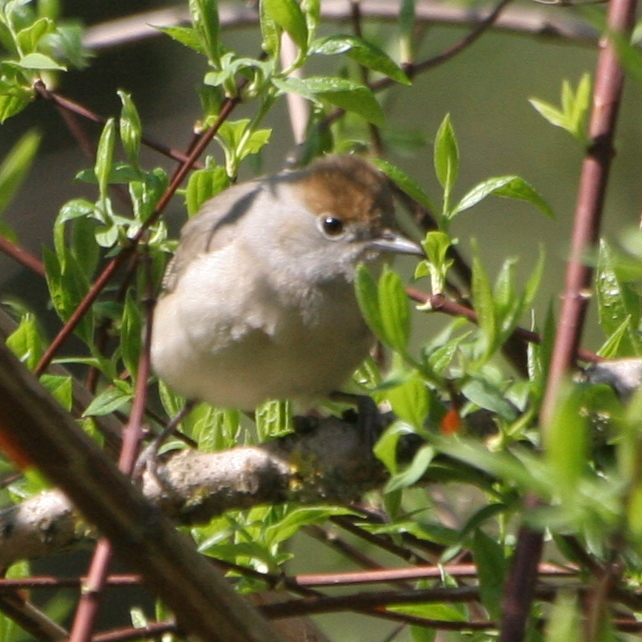
Kapturka[9] – samica[h].
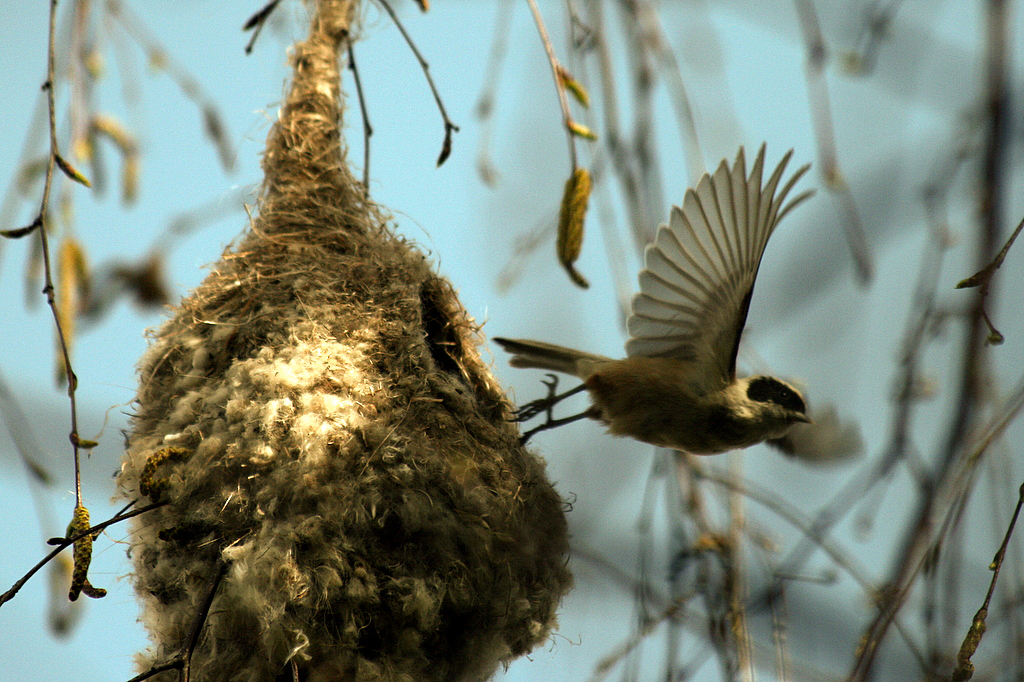
Remiz przy gnieździe w trakcie budowy[h].
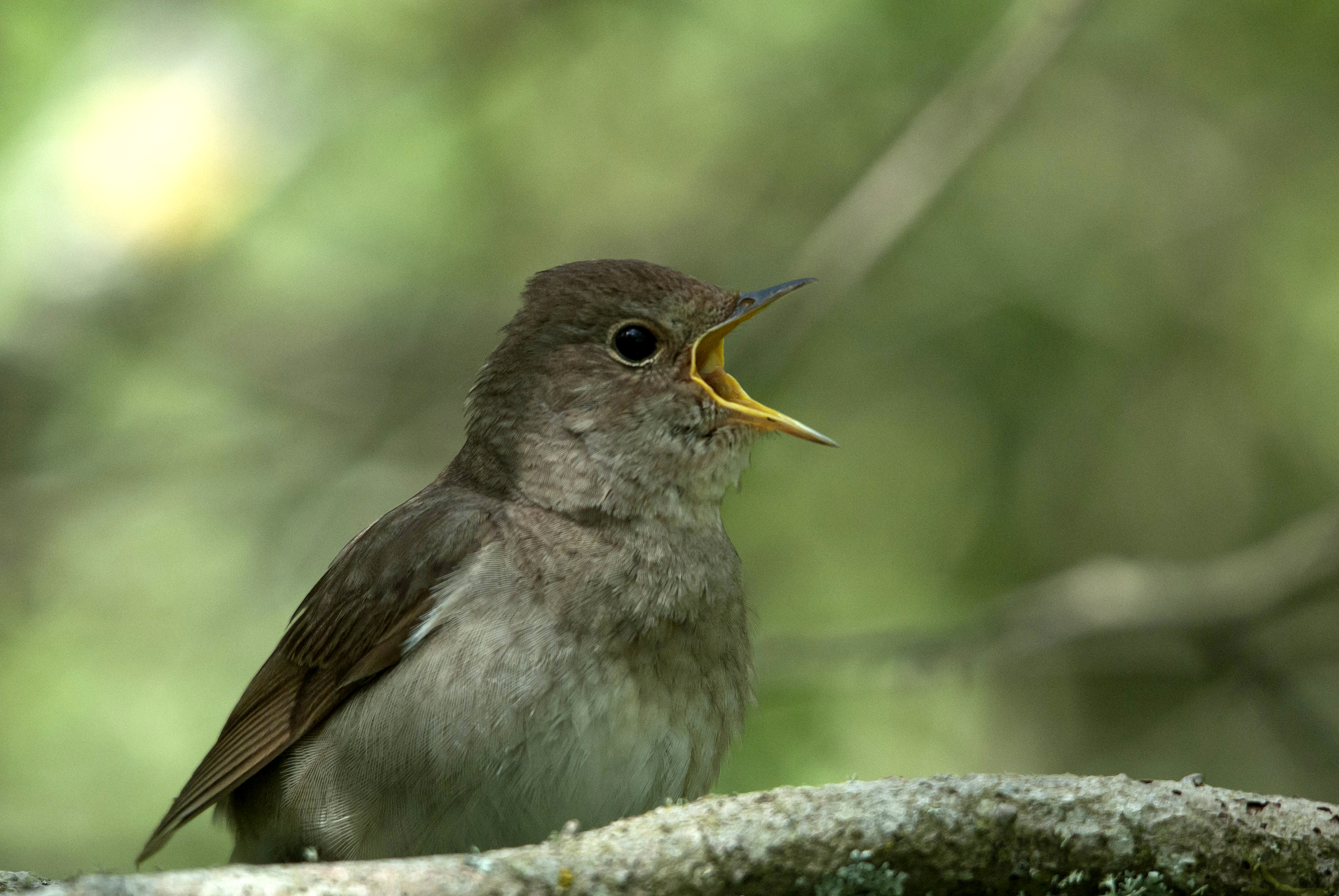
Słowik szary[h]
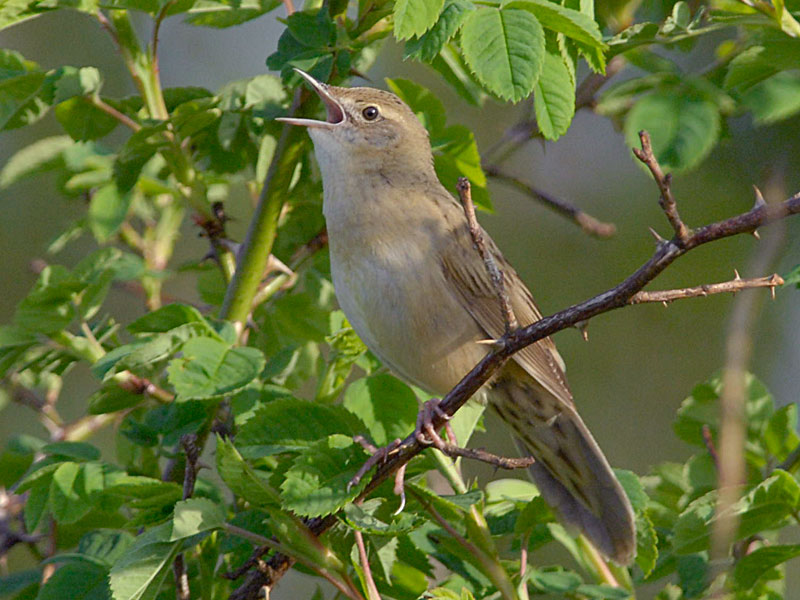
Świerszczak[h]
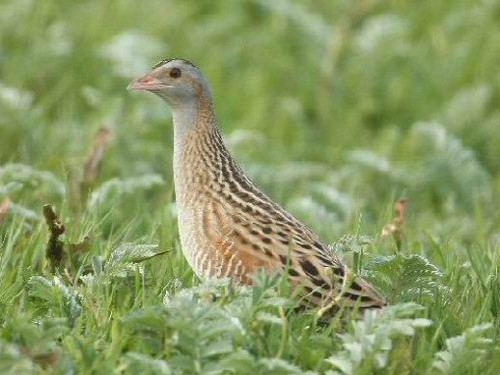
Derkacz[h]
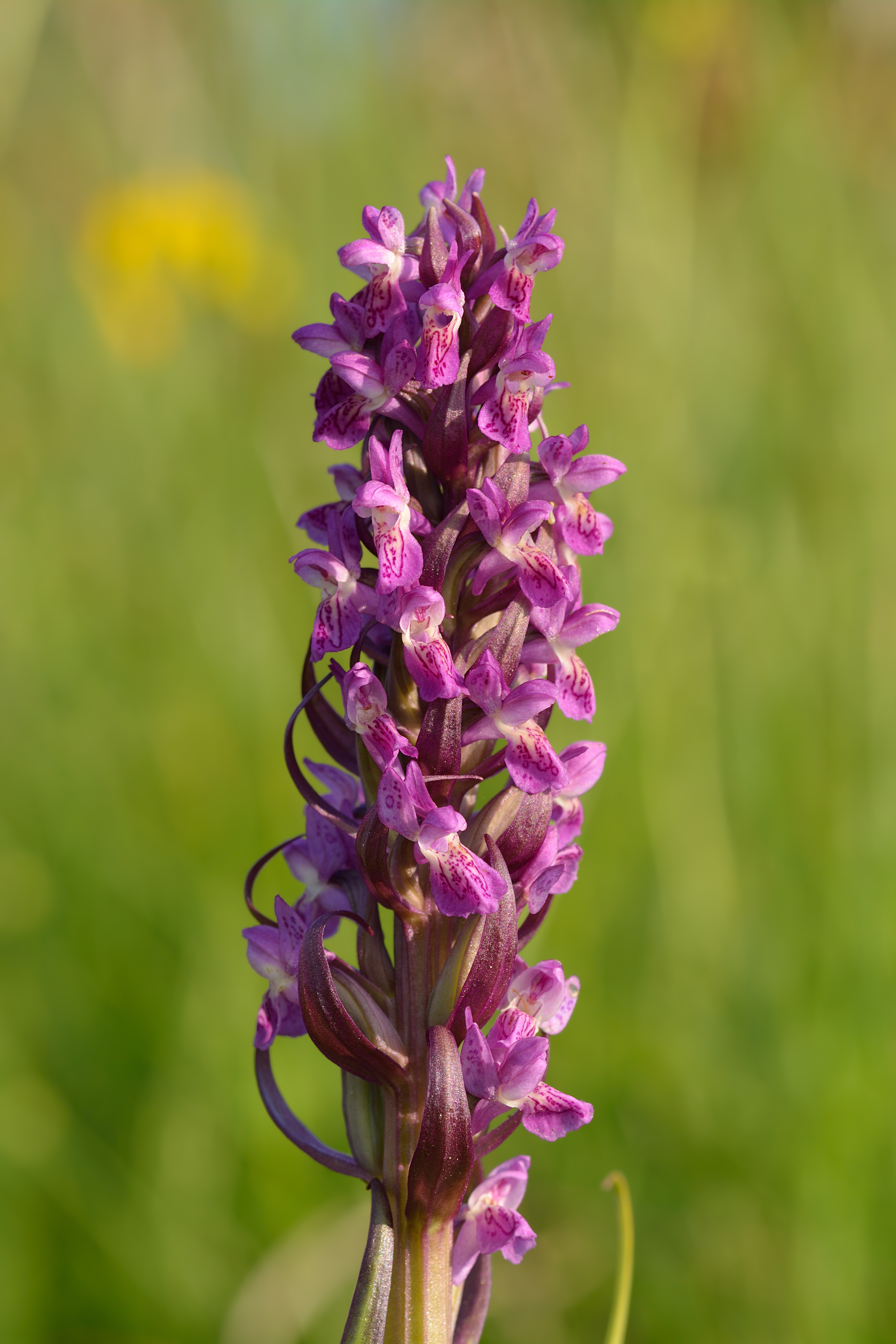
Storczyk kukułka krwista[h]

### Ochrona przyrody

#### Zespół przyrodniczo – krajobrazowy „Zakole Wawerskie”
Niewielką, najcenniejszą przyrodniczo północną część Zakola objęto prowizoryczną ochroną w formie Zespołu przyrodniczo-krajobrazowego Zakole Wawerskie (patrz: Tereny zieleni w Warszawie). Jednostka ta administracyjnie należy do warszawskiej dzielnicy Wawer, została utworzona w dniu 5 września 2002 r., wtedy na powierzchni 54,06 ha (z otuliną o powierzchni 35,72 ha).
Akty prawne:
- Rozporządzenie Nr 76 Wojewody Mazowieckiego z dnia 5 września 2002 r. w sprawie wyznaczenia zespołu przyrodniczo – krajobrazowego „Zakole Wawerskie” (Dz. Urz. Woj. Maz. Nr 242/13.09.2002 r., poz. 6181). 54,06 ha (z otuliną o powierzchni 35,72 ha)[12].
- Rozporządzenie Wojewody Mazowieckiego nr 118 z dnia 13 października 2005 r. w sprawie zespołu przyrodniczo – krajobrazowego „Zakole Wawerskie” (Dz. Urz. Woj. Maz. Nr 238, poz. 7792). Tutaj zespół również ma powierzchnię 54,06 ha, ale nie posiada już otuliny[13].
- Rozporządzenie nr 54 Wojewody Mazowieckiego z dnia 2 października 2008 roku zmieniające rozporządzenie w sprawie zespołu przyrodniczo – krajobrazowego „Zakole Wawerskie” (Dz. Urz. Woj. Maz. Nr 173/11.10.2008 r., poz. 6168). W tym dokumencie obszar chroniony ma powierzchnię 55,6186 ha[1].

W pierwotnych zamiarach miał na jego terenie zostać utworzony rezerwat przyrody, jednak na przeszkodzie stanęły kwestie własnościowe terenów oraz bałagan prawny.

#### Warszawski Obszar Chronionego Krajobrazu
Całe Zakole Wawerskie z wyj. obszarów zabudowanych oraz międzywale Wisły w jego rejonie znajdują się na terenie Warszawskiego Obszaru Chronionego Krajobrazu (Dz. Urz. Woj. Maz. Nr 42/14.02.2007 r., poz. 870).

#### Obszar Natura 2000 "Dolina Środkowej Wisły"
Międzywale Wisły tuż na południe od Zakola położone jest na obszarze specjalnej ochrony ptaków (OSO) Natura 2000 "Dolina Środkowej Wisły" (PLB140004).

### Zagrożenia
Od kilku lat stan przyrodniczy Zespołu Przyrodniczo Krajobrazowego jest zagrożony przez wpływ powstałej po 2000 roku, bezpośrednio sąsiadującej Trasy Siekierkowskiej i jej Węzła "Marsa", których lokalizacja spowodowała przesunięcie granic obszaru na południowy wschód.
Zagrożenie wynika też z różnej działalności i presji inwestorów prywatnych, np. wysyp gruzu, w tym w bezpośrednim sąsiedztwie Zespołu Przyrodniczo-Krajobrazowego, budowa pól golfowych. Są to działania nierzadko nielegalne a systematyczne.

## Historia i zabytki
Częściowo na obszarze Zakola (bagnach Gocławickich, trzęsawiskach Zastawu i Gocławka), chociaż w niewielkim stopniu, odbyła się w lutym 1831 roku I bitwa pod Wawrem powstania listopadowego.
Tuż nad krawędzią Zakola Wawerskiego, na zewnątrz niego, już na tarasie nadzalewowym, przy ulicy Płowieckiej oraz Trakt Lubelski, znajdują się:
- karczma (austeria) wawerska (obecnie hotel Zajazd Napoleoński, Płowiecka 83), w dzisiejszym kształcie wybudowana w pierwszej połowie XIX wieku[7], w miejscu drewnianej karczmy istniejącej być może w tym samym miejscu co najmniej od początku XVIII wieku[42][43][44]. Według nieudokumentowanych informacji zatrzymał się w niej w 1812 roku Napoleon podczas marszu na Moskwę[45]. A już na pewno znalazła się ona na obszarze działań zarówno pierwszej jak i drugiej bitwy pod Wawrem powstania listopadowego w 1831 roku[42][46][43][45][47].
- drewniany krzyż powstańczy poświęcony ofiarom powstania listopadowego i pamiątkowy głaz u jego stóp z wyrytym napisem, postawione tuż po odzyskaniu przez Polskę niepodległości w 1919 r. (tuż przy austerii, pomiędzy Płowiecką 83 i 85)[48][43][7].
- pomnik z roku 1930 poświęcony Józefowi Piłsudskiemu, ustawiony w dziesiątą rocznicę ocalenia Polski od najazdu bolszewików, ponownie odsłonięty w 1994 roku (na wysokości Płowieckiej 77)[43][7][49].
- budynek "Murowanki", czyli pierwszej w obecnych granicach Wawra szkoły z 1903 roku, ul. Płowiecka 77[50][43][7][51]
- kościół parafialny pod wezwaniem Wniebowzięcia Najświętszej Maryi Panny w Zerzniu, ul. Trakt Lubelski 157, wybudowany w latach 1880 -1888 w miejscu drewnianego zniszczonego w wyniku pożaru w 1739 roku[7][43][47]

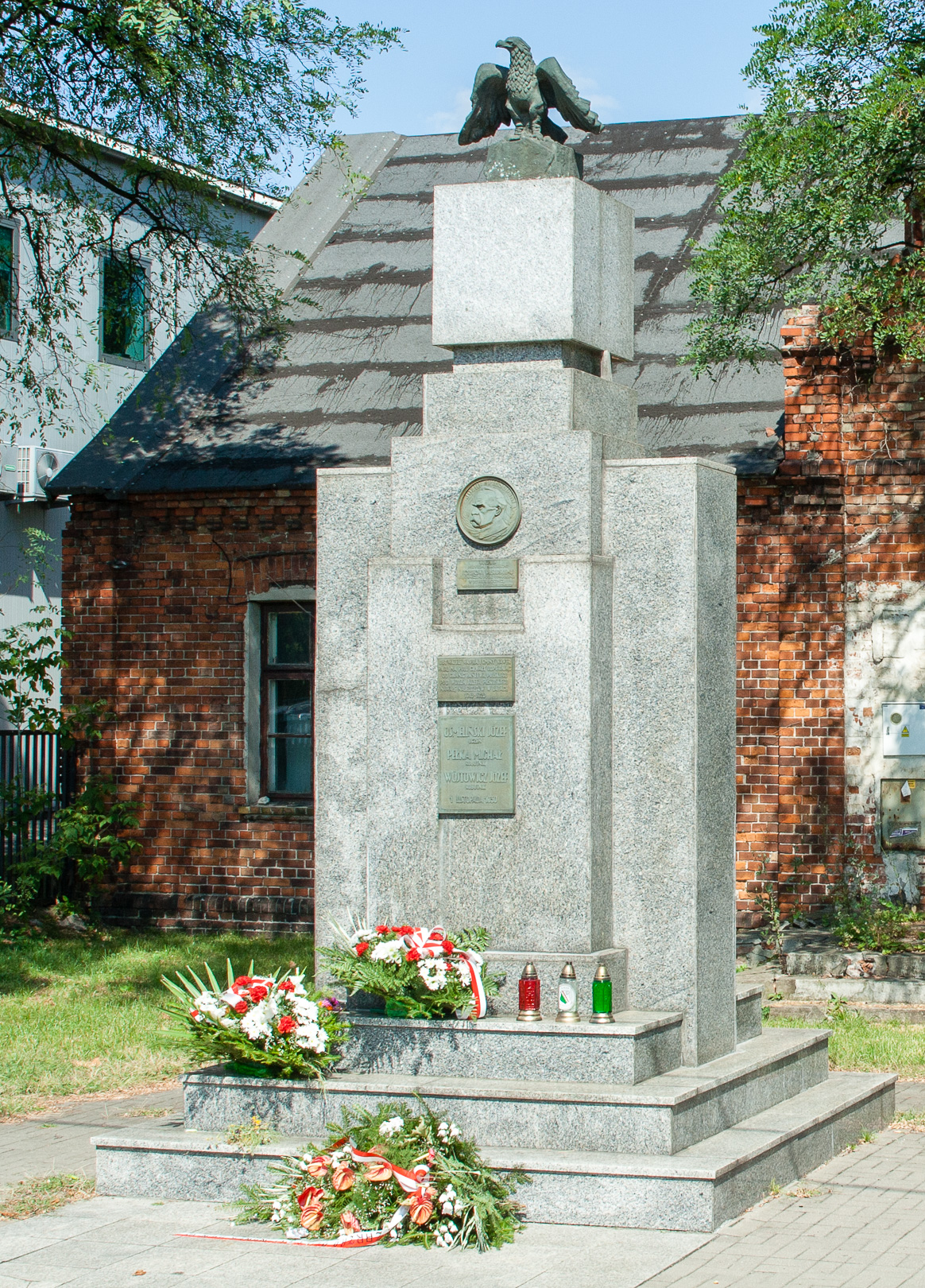
Pomnik Piłsudskiego oraz bohaterów Wawra 1918-1920 przed "Murowanką".
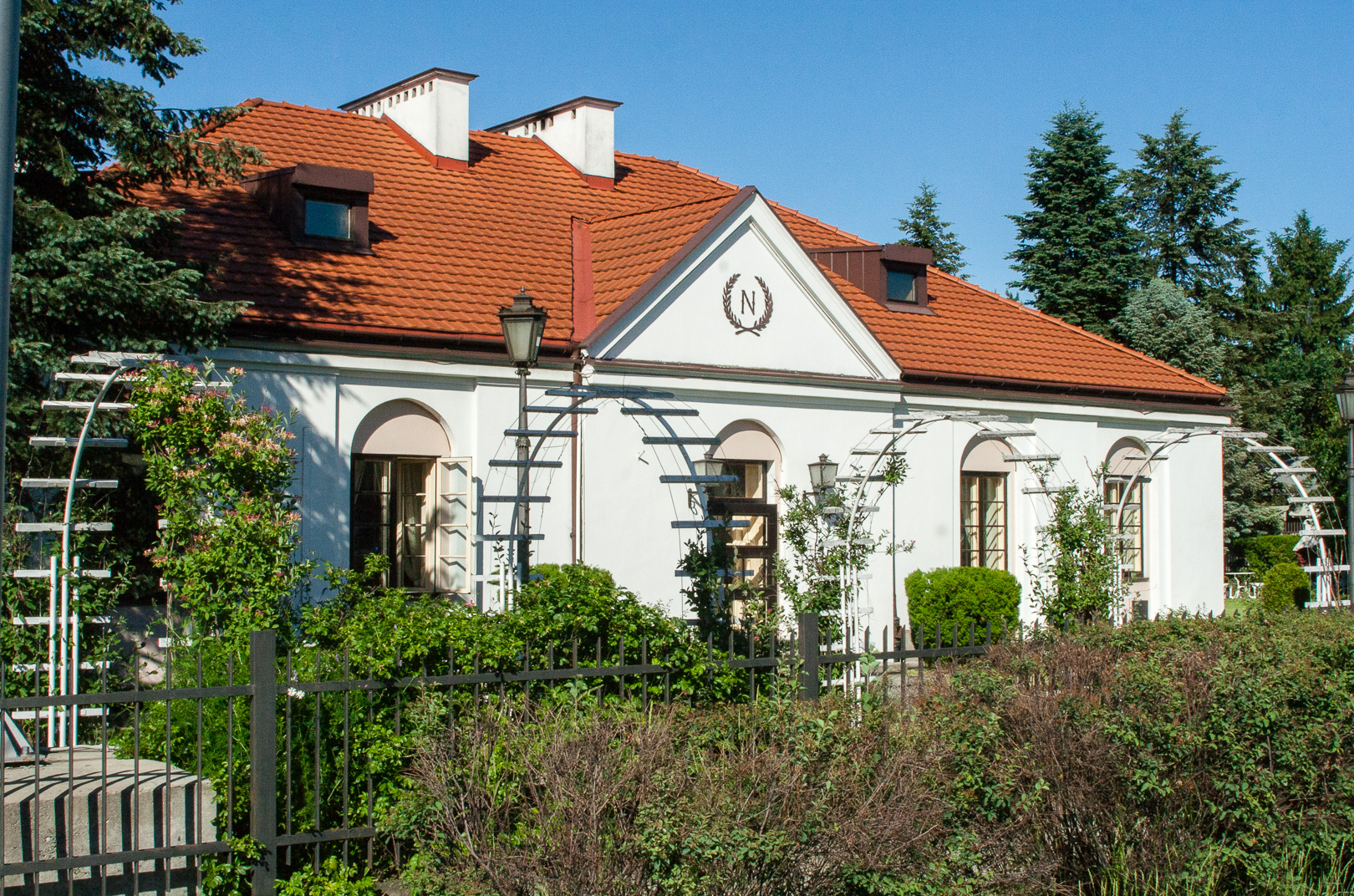
Dawna karczma (austeria) wawerska, obecnie Zajazd Napoleoński.
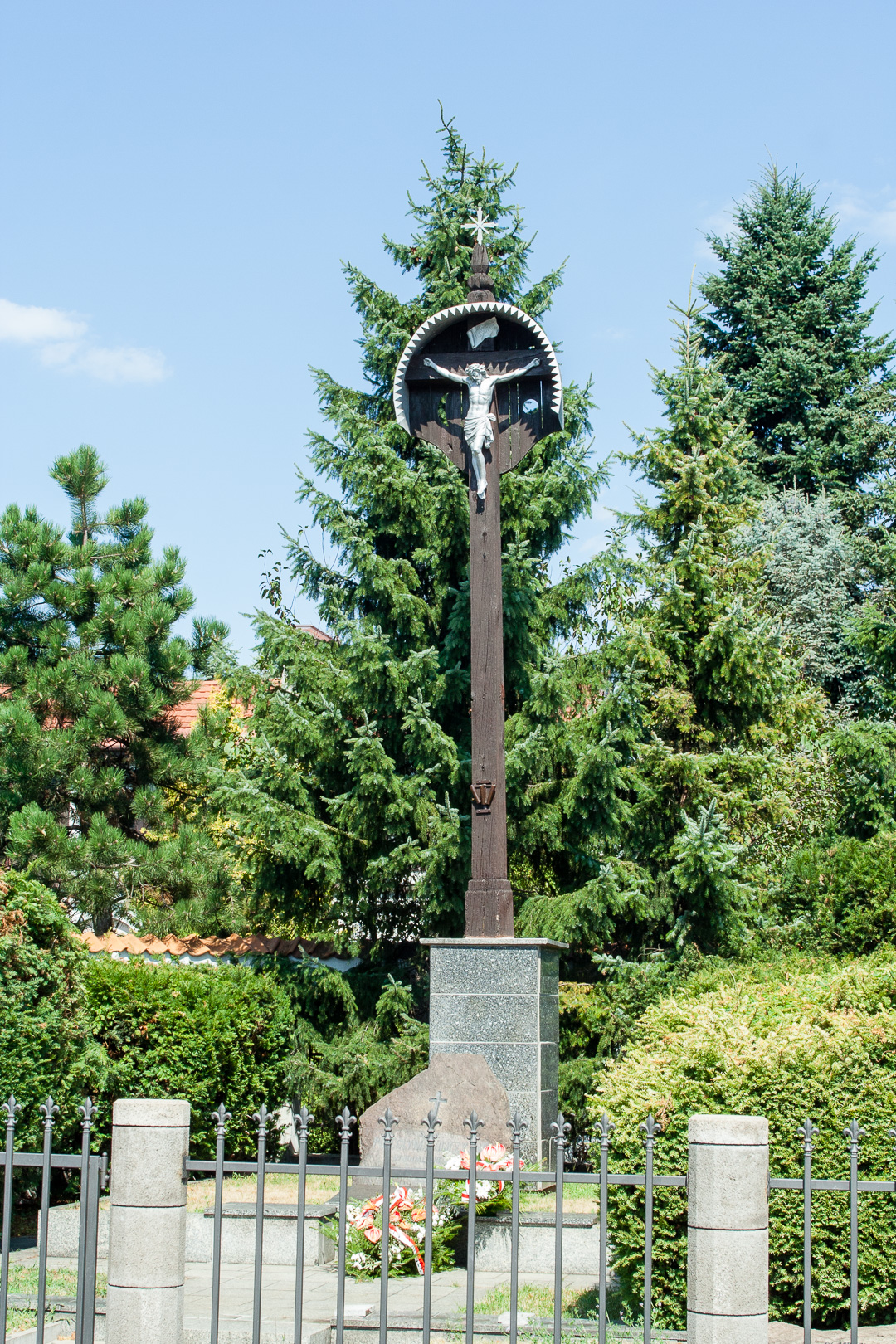
Krzyż poświęcony ofiarom powstania listopadowego.
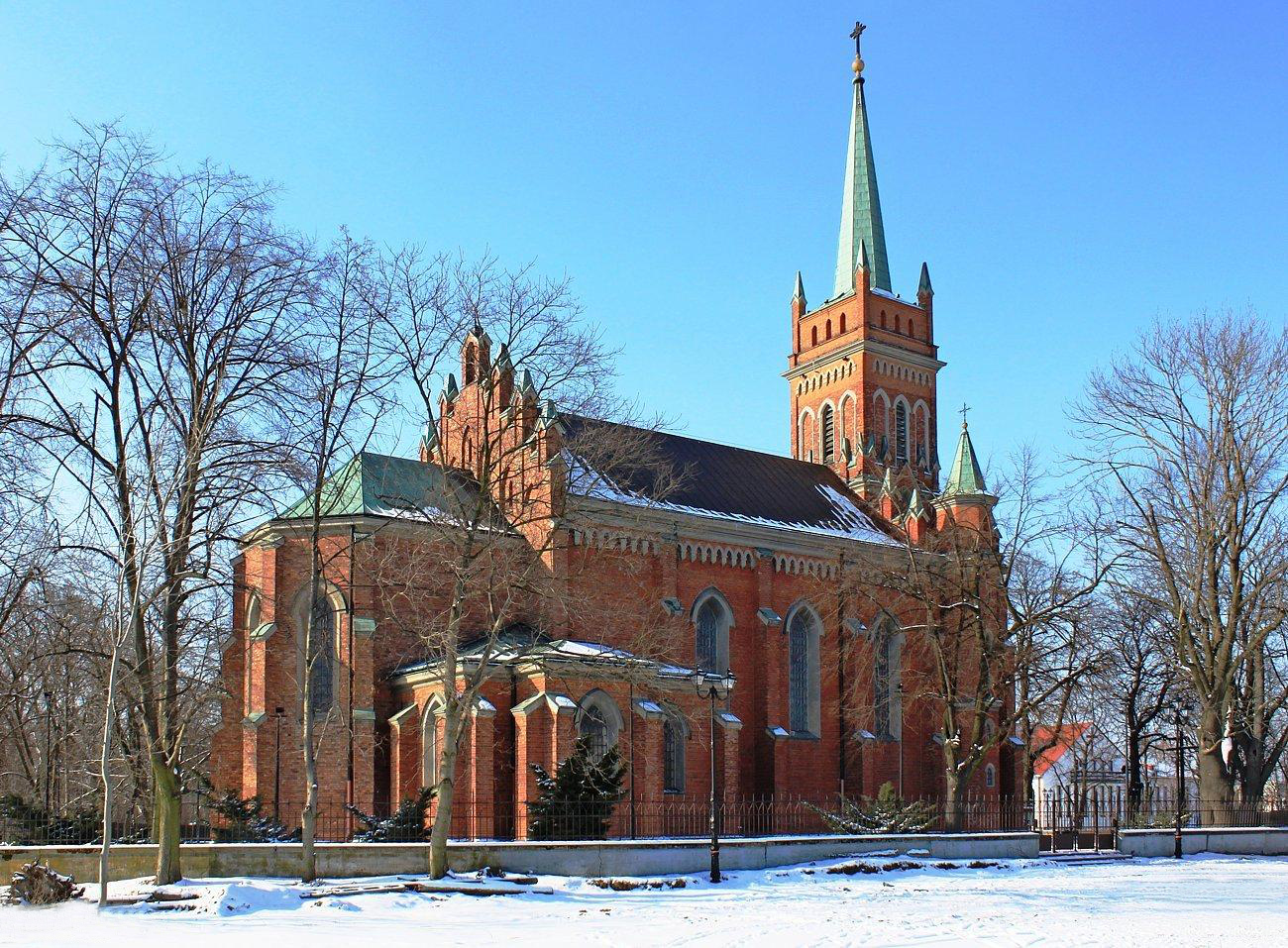
kościół parafialny pod wezwaniem Wniebowzięcia Najświętszej Maryi Panny w Zerzniu